# سازوویتسه
سازوویتسه (به چکی: Sazovice) یک منطقهٔ مسکونی در جمهوری چک است که در ناحیه زلین واقع شده‌است. سازوویتسه ۳٫۹۲ کیلومتر مربع مساحت و ۶۹۹ نفر جمعیت دارد و ۲۰۷ متر بالاتر از سطح دریا واقع شده‌است.